# Alexis Borges
Alexis Hernandez Borges, född 6 oktober 1991 på Kuba, är en portugisisk handbollsspelare som spelar för SL Benfica och det portugisiska landslaget. Han är högerhänt och spelar som mittsexa.
Han har bland annat vunnit portugisiska ligan 3 gånger med FC Porto (2014, 2015, 2019), och spanska ligan med FC Barcelona 2018. Med Barcelona vann han även IHF Super Globe 2017. 
Med landslaget har han deltagit i bland annat EM 2020 och OS 2020.